# Utta Danella – Von Kerlen und Kühen
Utta Danella – Von Kerlen und Kühen ist ein deutscher Fernsehfilm von Sibylle Tafel aus dem Jahr 2014. Er beruht auf Motiven einer Geschichte der 2015 gestorbenen Utta Danella und ist die 27. Folge der Filmreihe. Die Hauptrollen sind besetzt mit Felicitas Woll, Eva-Maria Grein von Friedl, Stephan Kampwirth und Leo Reisinger.

## Handlung
Jungbäuerin Anna hilft ihren Eltern Hans und Elisabeth bei der Arbeit auf ihrem Bauernhof in Dietramszell. Nun wollen sich Annas Eltern zur Ruhe setzen und gemeinsam verreisen. Sie wünschen sich, dass ihre Tochter den Hof übernimmt. Dazu braucht sie allerdings einen Mann an ihrer Seite. Als Anna von ihren Eltern mit diesem Ansinnen konfrontiert wird, ist sie nicht begeistert und auch nicht bereit, nun zwanghaft nach einem Mann zu suchen. Annas Freundin Katrin hingegen begrüßt das und legt, ohne Anna zu fragen, ein Profil bei einer Internet-Dating-Plattform an und lässt Plakate drucken, wie Anna in eine Birne beißt. Anna ist fassungslos, als sie vom Tun ihrer Freundin erfährt, geht jedoch auf Anfragen zweier Männer ein. Auch Annas Eltern machen Druck: Sie schlagen Ludwig vor. Anna findet ihn ganz sympathisch, aber sie hat indessen ein Auge auf Georg, einen Flugpiloten, geworfen, den sie beim Obst- und Gemüseverkauf kennengelernt hat. Nichtsdestotrotz kommt es zur Verlobung mit Ludwig, da nur er das bäuerliche Handwerk beherrscht.
Doch dann wendet sich das Blatt und es stellt sich heraus, dass Annas Freundin und Ludwig sich lieben. So bekommt Anna doch noch ihren Flugpiloten, einigt sich aber mit Ludwig – der ihr ein wahrhafter Freund geworden ist – darauf, gemeinsam den elterlichen Hof zu bewirtschaften. Annas Eltern können nun beruhigt ihre Reise antreten.

## Produktionsnotizen
Utta Danella – Von Kerlen und Kühen wurde vom 20. Juni 2013 bis zum 17. Juli 2013 in Oberbayern gedreht und hatte am 11. April 2014 im Ersten Premiere. Es handelt sich um eine Bavaria Fernsehproduktion für Degeto Film. Die Redaktion lag bei Claudia Grässel, die Gesamtleitung bei Bea Schmidt, die Aufnahmeleitung bei Lisa Kolodzik und Stefan Bock. Rainer Wiehr hatte die Produktionsleitung inne und Sascha Ommert die Herstellungsleitung.

## Zuschauerquote
Der Film wurde bei seiner Erstausstrahlung von 4,15 Millionen Zuschauern gesehen, was einem Marktanteil von 13,5 Prozent entspricht.

## Kritik
Das Erste führte aus: „In dieser romantischen Komödie muss Felicitas Woll als moderne Landwirtin ihrer wahren Liebe ein Bauernopfer bringen. Stephan Kampwirth als bodenständiger Überflieger und Leo Reisinger als musikalisch begabter Landwirt machen ihr die Wahl nicht leicht. Sepp Schauer und Petra Kelling als Eltern hoffen, dass ihre Saat aufgeht. Heio von Stetten gibt dem modernen Heimatfilm nach Motiven von Utta Danella durch einen originellen Gastauftritt eine italienische Note.“
Die Redaktion der Zeitschrift TV Spielfilm zeigte sich nicht vollständig überzeugt von dem Film und wertete: „Leider flüchtet sich die eigentlich ganz fluffige Geschichte immer wieder in biederen Klamauk […]. Und fünf Minuten vor Schluss wäre das bessere, weil offene Ende gewesen.“
Die Redaktion des Filmdienstes konnte dem Film nicht allzu viel abgewinnen und meinte: „Konventioneller (Fernseh-)Schwank mit plumper romantischer Attitüde, aufgezogen nach ‚Bauer sucht Bäuerin‘-Casting-Masche. – Ab 12.“
Tilmann P. Gangloff von tittelbach.tv stellte die Frage, was die Geschichte noch mit Utta Danella zu tun habe, und gab die Antwort, das wisse allein die ARD. Weiter führte der Kritiker aus: „Immer öfter erzählen ARD-Freitagsfilme von alleinstehenden Landwirtinnen. Auch ‚Von Kerlen und Kühen‘ von Sibylle Tafel, Spezialistin fürs Leichte, wirkt wie das Fiktion-Pendant zum RTL-Kuppelformat ‚Bauer sucht Frau‘ – mit umgekehrtem Geschlechter-Vorzeichen. Diese kurzweilige, hübsch gespielte romantische Komödie mit Felicitas Woll & Eva-Maria von Friedl fügt sich zwar deutlich in den Rahmen des Sendeplatzes, ist aber recht unterhaltsam.“